# بخش مالارگویی
بخش مالارگویی (به اسپانیایی: Departamento Malargüe) یک منطقهٔ مسکونی در آرژانتین است که در استان مندوسا واقع شده‌است. بخش مالارگویی ۴۱٬۳۱۷ کیلومتر مربع مساحت و ۲۳٬۰۲۰ نفر جمعیت دارد.